# Хитрово, Елизавета Михайловна
Елизавета Михайловна Хитрово́ (8 (19) сентября 1783 — 21 апреля (3 мая) 1839; в первом браке — графиня Тизенга́узен, урождённая Голени́щева-Куту́зова) — дочь Михаила Илларионовича Кутузова, друг А. С. Пушкина. Хозяйка известного петербургского салона.

## Биография
Елизавета Михайловна (Элиза, Лизанька) была третьей дочерью Михаила Илларионовича Кутузова (1745—1813) и Екатерины Ильиничны, урождённой Бибиковой (1754—1824). Получила обычное для барышень того времени домашнее образование. C декабря 1798 года фрейлина двора.
После длительного отсутствия, вернулась в Петербург в 1826 году вместе с дочерью Екатериной. Позднее (1829) к ним присоединилась вторая дочь Елизаветы Михайловны — Доротея (Дарья) и её муж, австрийский посланник граф Шарль-Луи Фикельмон (1777—1857). Елизавета Михайловна держала свой салон, который стал своеобразным центром интеллектуальной жизни. Его посещали Пушкин, Жуковский, Вяземский.
П. А. Вяземский вспоминал о Е. М. Хитрово: «В летописях петербургского общежития имя её осталось так же незаменимо, как было оно привлекательно в течение многих лет. Утра её (впрочем продолжавшиеся от часа до четырёх пополудни) и вечера дочери её, графини Фикельмонт, неизгладимо врезаны в памяти тех, кто имел счастье в них участвовать».
Предметом бесконечных шуток высшего света было увлечение Елизаветы Михайловны не по возрасту открытыми туалетами. За страсть Хитрово к декольте в одной из эпиграмм была названа «Лизой голенькой». Но подтрунивая над странностями Элизы, друзья всегда относились к ней с глубокой симпатией за доброту, искренность и широту души.

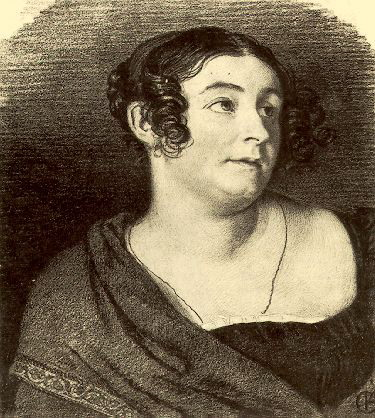
Часть исследователей считает, что на этом рисунке О. Кипренского изображена Елизавета Михайловна. По мнению других — это портрет актрисы Екатерины Семёновой

Скончалась Елизавета Михайловна 3 мая 1839 года, похоронена в Александро-Невской Лавре. На её могиле было установлено надгробие, заказанное дочерьми у итальянского скульптора Винченцо Леви. Барон М. А. Корф писал: 

Умерла одна из самых модных и вместе самых странных наших дам: Елизавета Михайловна Хитрово. При остром, но вместе очень циническом уме она, будучи уже в летах, жила все с молодежью и до самой смерти представляла роль какой-то девочки, наивной инженю, одеваясь по-полуребячески и выезжая одна без лакея в саночках. Любимая её компания были молодые офицеры, которых она принимала всячески и лежа в постели, и сидя в ванной. Она была в большой милости у Государя и в особенной дружбе с вел. князем Михаилом Павловичем, который посещал её часто и крайне любил её гравельёзную беседу. Она простудилась после последнего бала кн. Юсупова, где возвратном пути взбесились лошади, и она принуждена была в холодную ночь в бальном костюме идти пешком. Смерть её увеличивает наши многочисленные трауры, потому что половина большого света была с нею в родстве.

## Семья

### Первый брак

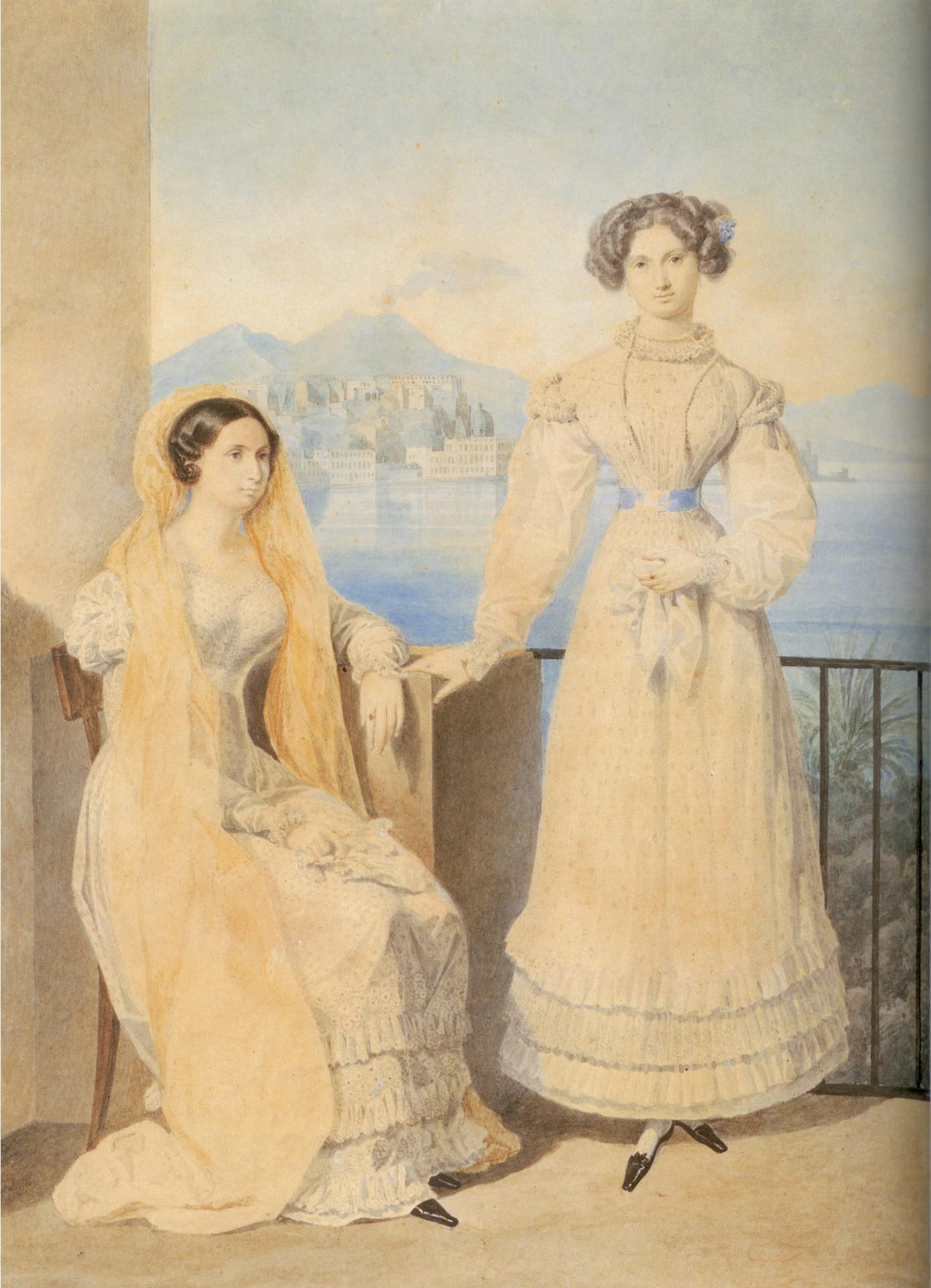
Дочери Дарья и Екатерина

6 июня 1802 года Елизавета Михайловна вышла замуж за флигель-адъютанта отца, Фердинанда из графского рода Тизенгаузенов. На русский манер её супруг назывался Фёдором Ивановичем. Свадьба состоялась в Павловской дворцовой церкви в присутствии вдовствующей императрицы Марии Фёдоровны, у которой Елизавета Михайловна была фрейлиной.
В письме к дочери в 1803 году (вскоре после рождения внучки Екатерины) Кутузов писал:
Итак ты — мать, дорогая Лиза. Люби своих детей, как я люблю моих — этого довольно… Ежели быть у меня сыну, то не хотел бы иметь другого как Фердинанд .
Брак не был долгим: 2 декабря 1805 года в сражении при Аустерлице, подняв солдат в атаку, Фердинанд Тизенгаузен был тяжело ранен, пленён и скончался через несколько дней. Елизавета Михайловна тяжело переживала потерю. В двадцать два года она осталась вдовой с двумя дочерьми.
Любящий отец пишет:
 Лизанька, мой друг сердечный, у тебя детки маленькие, я лучший твой друг и матушка; побереги себя для них
27 мая 1807 года Михаил Илларионович вновь обращается к дочери, которая, видимо, находилась на грани самоубийства.
Лизанька, решаюсь наконец, тебя пожурить: ты мне рассказываешь о разговоре с маленькой Катенькой, где ей объявляешь о дальнем путешествии, которое ты намереваешься предпринять и которое все мы предпримем, но желать не смеем, тем более, когда имеем существа, привязывающие нас к жизни …

### Второй брак
Лишь в августе 1811 года Елизавета вышла замуж вторично за генерала Николая Фёдоровича Хитрово, назначенного в 1815 году временным поверенным в делах России во Флоренции. Вместе с мужем отправилась и Елизавета Михайловна с дочерьми. Вскоре они уже обладали обширными связями. Меттерних, видевший их во время работы конгресса в Лайбахе писал жене: «Мадам Хитрово находится здесь вместе с обеими своими очаровательными дочерьми. Мы все влюблены в этих молодых особ…» За ними закрепилось прозвище «любезное Трио».
Супруг Елизаветы Михайловны генерал-майор Н. Ф. Хитрово был поверенным в делах при Тосканском дворе (1813—1817). Её сестра Анна Михайловна была замужем за родственником и тёзкой мужа Елизаветы — Николаем Захаровичем Хитрово.
Возможно, в 1817 году, муж Елизаветы Михайловны впал в немилость из-за своих неумеренных трат: он жил на широкую ногу и занимался коллекционированием, составив прекрасное собрание античных ваз и гемм.
Должность Хитрово была упразднена, а самому ему было поставлено условие для получения пенсии оставаться в Тоскане. По свидетельству Ф. Г. Головкина, Хитрово переносил «своё несчастие мужественно <…> Он всё продаёт и рассчитывается со своими кредиторами; своё хозяйство он упразднил и нанял маленькую квартирку». Второй брак Елизаветы Михайловны тоже был коротким: 19 мая 1819 года Николай Хитрово, не отличавшийся крепким здоровьем, умер. Елизавета Михайловна по-прежнему жила во Флоренции, в 1820 году совершила путешествие в Неаполь с дочерьми, а позднее — поездку в Центральную Европу. Среди личных друзей семьи Хитрово были прусский король Фридрих-Вильгельм III (одно время ухаживавший за старшей дочерью Елизаветы Михайловны Екатериной), будущий бельгийский король Леопольд и многие другие члены владетельных европейских домов.
В 1823 году Елизавета Михайловна с дочерьми совершила поездку в Петербург. Оставшись после смерти второго мужа в тяжёлом материальном положении, Хитрово надеялась выхлопотать пенсию. При дворе она была принята необычайно благосклонно. По словам французского дипломата Шарля де Флао, она получила пенсию «в семь тысяч рублей» и земли в Бессарабии.

### Дети
От первого брака с графом Фердинандом Тизенгаузеном (1782—1805):
- Екатерина, фрейлина (1803—1888) — не замужем.
- Дарья (1804—1863) — с 1821 года супруга Шарля-Луи Фикельмона (1777—1857).

## Дружба с Пушкиным
Знакомство Елизаветы Михайловны с Александром Пушкиным состоялось летом 1827 года и вскоре переросло в крепкую дружбу. Она исправно снабжала поэта новостями о культурной жизни Европы, литературными новинками и новостями о политических событиях. Пушкин писал:
Возвратившись в Москву, сударыня, нашёл у княгини Долгорукой пакет от Вас, — французские газеты и трагедию Дюма, — всё это было новостью для меня, несчастного зачумлённого нижегородца.

21 января 1831 года поэт сообщает с благодарностью:
Ваши письма — единственный луч, проникающий ко мне из Европы.

Хотя отношения Элизы и поэта не были безоблачными. Будучи старше поэта на шестнадцать лет и не имея шансов на какое-либо ответное чувство, Елизавета Михайловна окружила Пушкина прямо-таки материнской заботой, которой тот часто откровенно тяготился. Пушкин писал своему другу Вяземскому:
…… а она преследует меня и здесь письмами и посылками. Избавь меня от Пентефреихи.
Впрочем, П. Вяземский в письме жене жаловался:
Скажи Пушкину, что он плут. Тебе говорит о своей досаде, жалуется на Эрминию (прозвище Елизаветы Михайловны), а сам к ней пишет … Я на днях видел у неё письмо от него. Не прочёл, но прочёл на лице её, что она довольна.
Муж приятельницы Пушкина Александры Смирновой-Россет, дипломат Н. М. Смирнов, также отмечал:
Он никогда не мог решиться огорчить её, оттолкнув от себя, хотя, смеясь, бросал в огонь, не читая, её еженедельные записки.
И сам поэт, отвечая на письмо Элизы, в котором та переживает по поводу его помолвки с Натали Гончаровой, сообщает:
Поверьте, что я останусь всегда самым искренним поклонником Вашего очарования, столь простого, Вашего разговора, столь приветливого и столь увлекательного. хотя Вы имеете несчастье быть самой блестящей из наших светских дам.
В 1925 году в библиотеке Юсуповского дворца были обнаружены двадцать семь писем Пушкина к Е. Хитрово.